# Henri Jobier
Louis Pierre Henri Jobier (Courson-les-Carrières, 1879. július 6. – Párizs 16. kerülete, 1930. március 25.) olimpiai bajnok francia tőrvívó.